# Eva Elincx
Eva Elincx, ook bekend als Eva Elinx, (circa 1535 – circa 1590) was waarschijnlijk de dochter van een burgemeester uit Emmerik. Ze had een buitenechtelijke relatie met Willem van Oranje na het overlijden van zijn eerste vrouw Anna van Egmont in 1558. Ze was gehuwd met Abraham Arondeaux, die mogelijk secretaris van Hulst is geweest.
Eva en Willem hadden een zoon: Justinus van Nassau (1559-1631).